# Bérengère Schuh
Bérengère Schuh (Auxerre, 13 de junho de 1984) é uma arqueira francesa, medalhista olímpica.

## Carreira
Bérengère Schuh representou seu país nos Jogos Olímpicos em 2004 a 2012, ganhando a medalha de bronze por equipes em 2008.